# Сонин, Олег Борисович
Олег Борисович Сонин (род. 10 апреля 1948, Берлин) — белорусский композитор, педагог. Член Союза композиторов Беларуси (с 1978).

## Биография
Родился 10 апреля 1948 года в Берлине. В 1974 году окончил Белорусскую консерваторию (ныне — Белорусская государственная академия музыки) по классу композиции Н. Аладова и А. Богатырёва. 
Преподавал в Лидском музыкальном училище (1974—76), минских музыкальных школах (1976—79), Минском музыкальном училище им. М. Глинки (1979—2008). В 1989 году совместно с Вячеславом Кузнецовым, Александром Литвиновским и Дмитрием Лыбиным основал Белорусскую ассоциацию современной музыки (с 1992 — Белорусская секция ISCM). Как президент Ассоциации представлял её интересы на Генеральной ассамблее World Music Days в Хельсинки, Стокгольме, Эссене, Кракове.

## Характеристика творчества
Музыка О. Сонина насыщена яркими образами, эмоционально наполнена, экспрессивна. Музыкальный язык сочинений композитора отличается опорой на современную интонационность, широкое использование разнообразных техник композиции, в первую очередь — свободное претворение накопленного музыкой XX века опыта серийной и сериальной музыки. Партитуры О. Сонина богаты интересными тембровыми находками, тонкой, детальной звукописью, изысканными сочетаниями красок. Композитор стремится к созданию яркой, выразительной, единственной в своём роде художественной формы. Утончённый интеллектуализм музыки О. Сонина проявляется в связи его сочинений с другими видами искусств, в частности, с живописью и поэзией различных эпох и стилей (так, Вторая симфония композитора навеяна образами поэзии Ф. Г. Лорки, Третья симфония написана на тексты Сапфо и Овидия, воспевавшего в стихах любовь Сапфо и Фаона). Важное место в творчестве композитора занимает камерно-вокальная лирика. Вокальные циклы О. Сонина на стихи белорусских и зарубежных поэтов отличаются разнообразным воплощением речевой интонации, лаконичностью высказывания, детальной нюансировкой. Магистральными жанрами в творчестве О. Сонина 80-х гг. XX века становятся симфония и концерт. Одним из наиболее известных сочинений в этом жанре является Первый фортепианный концерт, решённый в свободно-импровизационной манере. Характерными чертами, проявившимися позднее в других работах композитора, стали яркая, самозабвенная виртуозность, богатство красок, оркестровая трактовка фортепиано.

## Сочинения
- Вок-инстр. муз: Кантата «Родная земля» для солиста, хора и симф. оркестра (сл. Я Купалы и собств., 1975), камерная оратория «Улица» (1976) на стихи О. Мандельштама.
- Оркестровые сочинения: для симфонического оркестра: Симф.: № 1 (1974), № 2 F. Lorca. In memoriam (1982—1985), № 3 «Посвящение Сапфо» для симф. оркестра, меццо-сопрано и баритона (1987—89?), симф. поэма (1977).
- Для камерного оркестра: Симф. № 5 Kaperraum´s Betievings (1994).
- Концерты: № 1 (Schönberg-Concerto; для фп. и камерного оркестра), 1979—81/80?; № 2, 1984; № 3 («Американский концерт»; 2002—03).
- Сонаты: «Три сонета» для фп. (Соната № 1; 1978); Sonata-Sarabanda для фп. (Соната № 3, 1995). Авторский подзаголовок: "Посвящается мужчинам, женщинам и детям, погибшим на пароме «Эстония» в 1994 году в Балтийском море где-то между Хельсинки и Стокгольмом.
- Музыка для ф-п.: Симф. № 4 «Музыка для Осипа Мандельштама» (1992); Сюита № 1 («Семь пьес из Крыма — детям»; 1982), Сюита № 2 («Шесть сцен из жизни юной Афродиты», 1992, посв. Кате Сониной). Сюита № 3 Aus Aller Welt («Со всего мира»), тетрадь 1 (1994); тетрадь 2 (1997). Ноктюрн «Родному Минску» (?).
- Кам.-инстр. музыка: Романс для скрипки и фортепиано (1977);
- Вок. муз.: для голоса с сопр.: Три поэмы на стихи Ф. Г. Лорки «Anhi Amanti» для меццо-сопрано и фп. (на исп. и рус. яз., 1992). Циклы: «Родны край» для баритона и фп. (сл. А. Бачилы, 1978), «Под вечными соснами» для баритона и фп. (сл. Г. Бородулина, 1978), «Лунные песни» (сл. Ф. Г. Лорки, 1989), «Ладьи весны» (на сл. Г. Бородулина, ?), «Мой край» (сл. А. Бачилы).